# 화이허
화이허(중국어: 淮河, 병음: Huái Hé, 표준어: 화이허강)는 중화인민공화국의 강이다. 이 강은 남쪽의 장강(長江), 북쪽의 황하(黃河)와 함께 3대하(三大河)로 불린다. 우리말 독음으로 회하라고도 하며, 옛날에는 '하(河)'라는 말이 '황하'를 가리키는 고유명사였으므로 회수(淮水)라고 불렸다. 길이는 1,078 km, 면적은 174 km2에 이른다.
이 하의 하류는 평탄한 저지대를 지나고 있어 물길이 복잡하기 때문에 홍수를 일으키기 쉽고 치수가 매우 어렵다. 이 때문에 '괴하'(壊河)라고도 불린다.

## 화베이와 화난의 경계
화이허와 친링산맥을 연결하는 친링-화이허선을 경계로 하여 중국의 남북으로 지리나 기상 조건 등이 달라 전통적으로 화베이(華北, 화북)와 화난(華南, 화남)의 경계선으로 여겨졌다. 친링-화이허선은 연간 강수량 1,000 mm의 선과 거의 일치해, 강수량이 적은 북쪽은 밀 중심의 밭농사 지대가, 강수량이 많은 남쪽은 쌀 중심의 논농사 지대가 형성되어 있다. 또 화이허의 남쪽은 하천 교통이, 북쪽은 육로 교통이 발달하여 남선북마(南船北馬)라는 말이 생겼다.
옛날 제나라의 안자가 비유를 들어 인용했던 '귤화위지'(橘化爲枳)나 '남귤북지'(南橘北枳)라는 말은 '남쪽의 귤이 회수를 건너 북쪽으로 가면 탱자가 된다'는 뜻으로 춘추 시대부터 이미 중국 대륙의 남쪽과 북쪽의 지리적 경계가 회수(淮水, 화이허)였음을 알 수 있다.(橘生淮南則爲橘 生于淮北爲枳)
이러한 농업 생산물이나 교통의 차이는 정책의 차이나 군사 부분에 많은 영향을 주어서, 중국이 남북으로 분열하고 있었던 시대는 화이허가 경계선이 되는 경우가 많았다.

## 물길
화이허는 허난성의 동백산, 로아차에 원류를 출발한다. 허난성, 안후이성, 장쑤성의 3개의 성을 통과하여, 중간에 장수성의 홍택호라고 하는 중국 네 번째의 거대한 담수호를 형성한다. 다시 일부는 여기서 갈라져 황해에 흘러 들어가고, 나머지는 산장영으로 장강에 유입된다. 원류에서 하구까지의 낙차는 불과 200m에 지나지 않는다. 허난성과 안후이성의 경계 홍하구까지가 상류에서 길이는 360 km, 낙차 178 m, 유역 면적은 30,600 km2에 이른다.
홍하구로부터 홍택호의 출구인 중도까지가 중류에서 길이 49 km, 낙차는 16 m, 유역 면적은 158,000 km2가 된다. 중도에서 산장영의 장강 유입 지점까지는 150 km로, 낙차는 6m 밖에 되지 않는다. 또 워허(渦河), 샤허(沙河), 홍허(洪河) 등 화북평야의 황하에서 남쪽을 흐르는 강은 천정천인 황하에 합류할 수 없기 때문에, 남쪽으로 흘러 화이허의 지류가 되었다. 이러한 강에는 옛날 황하 주류였던 하도(河道)를 흐르는 강도 있다.

## 물길의 변화와 치수
화이허의 물길은 격렬하게 변화해 왔다. 일찍이 화이허는 오늘의 장쑤성 북부를 지나 황해로 흘러 들어가고 있었다. 그러나 1194년 발해만의 북쪽으로 흐르고 있던 황하가 남쪽으로 방향을 틀어 화이허 하도에 합류하게 되어, 화이허는 황하의 흐름의 힘에 밀리게 되었다. 황하가 퇴적한 토사가 높게 쌓였기 때문에 화이허가 역류해 넘쳐 홍택호를 형성해, 많은 토지나 마을이 수몰되었다. 홍택호에 모인 물은 남쪽으로 천천히 흘러, 몇 개의 호수를 만든 뒤 장강으로 합류하게 되었다.
1850년대에 황하는 다시 북쪽으로 흐름을 바꾸었지만, 화이허는 황하 옛 하도에 쌓인 토사로 형성된 자연제방 때문에 원래로 흘러 들어오지 못하고 남쪽으로 돌아 흘러 안후이성과 장쑤성 경계 부근에서 자주 범람을 반복했다. 1950년대 이후 중화인민공화국은 화이허 수계의 상류에 댐을 건설하고, 나무를 심어 하류의 배수로를 정비하였다. 특히 장쑤성 북부에 설치된 수로소북관개총거는 화이허 옛 하도를 따라 화이허의 물을 황해에 내보내고 있다.